# علاء الدين رعاية شاه السيد المكمل
السلطان علاء الدين رعاية شاه السيد المُكمّل (توفي عام 1605) كان عاشر سلاطين آتشيه في شمال سومطرة، حكم من 1589 إلى 1604. يعتبر عهده مهمًا لأنه شهد وصول ثلاث قوى أوروبية جديدة إلى منطقة مضيق ملقا: الهولندية والإنجليزية والفرنسية.

## اعتلاؤه العرش
يقال إن السلطان علاء الدين والده فرمان شاه، ابن مظفر شاه (ت 1497). لكن يبدو أن هذا الفرع الملكي لم يعتلِ العرش بسبب نسب علي الدين محياة شاه. كان في شبابه صيادًا، لكنه ارتقى في مراتب المملكة بسبب شجاعته وبراعته العسكرية، حتى أصبح قائدًا عسكريًا. يُزعم أنه قتل السلطان علاء الدين منصور شاه عام 1585/86 لكنه كان بمثابة الحامي لحفيد السلطان الشاب راجا عاصم. وليس من الواضح ما إذا كان مسؤولاً أيضًا عن مقتل السلطان بويونج عام 1589. على أية حال، فقد اعتلى العرش بعد مقتل السلطان بويونج وأصبح اسمه السلطان علاء الدين رعاية شاه ويعرف أيضًا باسم السيد المُكمّل. ومن أجل القضاء على منافس محتمل في المستقبل، قَتل راجا عاصم.
على الرغم من الظروف الغامضة التي أحاطت بصعوده، فإن تأريخ حكايات آتشيه يشيد بالسلطان علاء الدين باعتباره صالحًا وتقيًا، ويصف عهده بأنه مزدهر. وصف رحالة فرنسي زار آتشيه في الفترة من 1601 إلى 1603 عهده قائلًا: "يوجد في الشوارع عدد كبير من السفن التابعة لتجار يرتدون الزي التركي ويأتون من الأراضي العظيمة في نيجاباتنام وكجرات وكنياكماري، وقاليقوط وجزيرة سيلان وسيام والبنغال وأماكن أخرى مختلفة يعيشون في هذا المكان لمدة ستة أشهر تقريبًا لبيع بضائعهم التي تتكون من الأقمشة القطنية الناعمة جدًا من ولاية كجرات، ومنسوجات الحرير القوية وغيرها من المنسوجات من خيوط القطن، وأنواع مختلفة من الخزف، وعدد كبير من الأدوية، والتوابل، والأحجار الكريمة."

## وصول الهولنديين

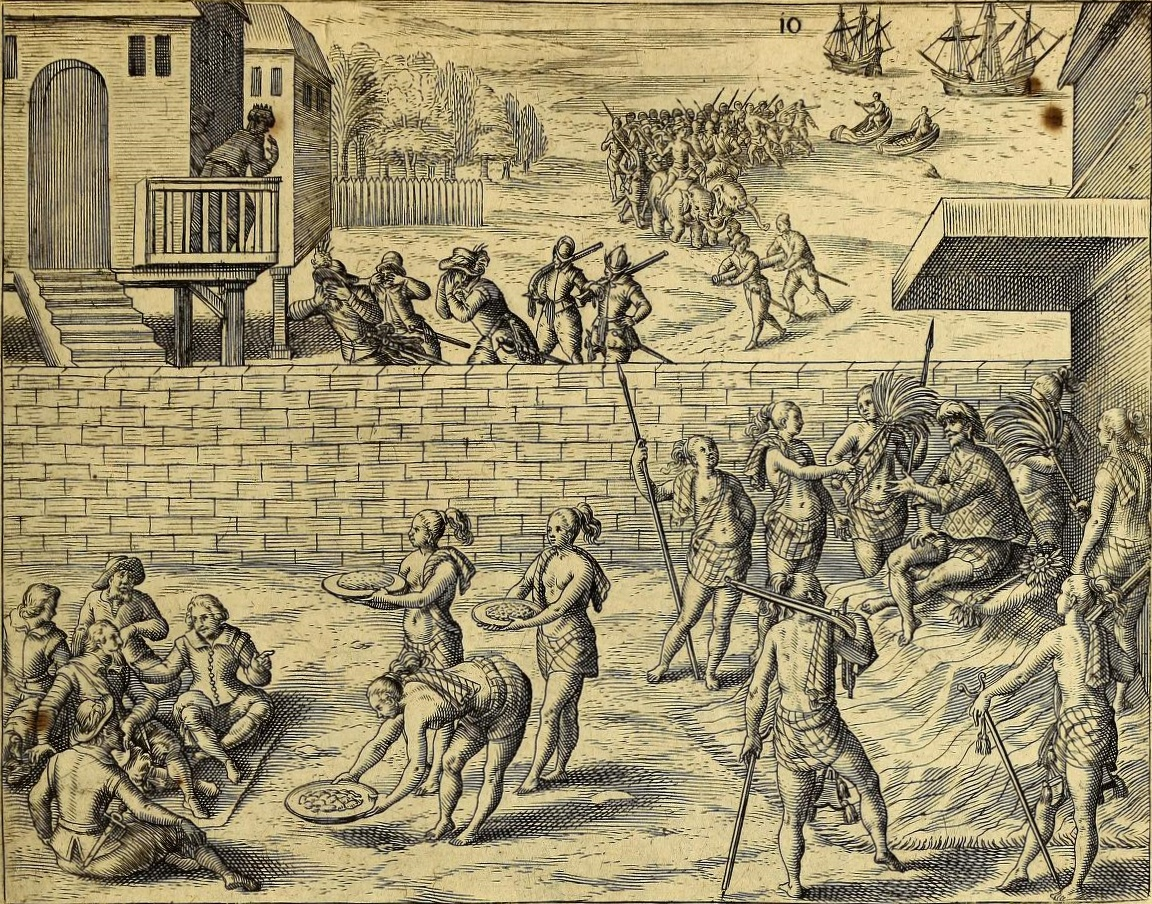
استقبال الهولنديين في بلاط آتشيه، 1601.

بدأت السفن الهولندية والإنجليزية والفرنسية بالوصول إلى المنطقة في عهد السلطان علاء الدين. أدى هذا إلى خلق وضع استراتيجي جديد لأن هذه الدول البحرية كانت منافسة للبرتغاليين الذين عاشت آتشيه معهم مؤقتًا في حالة سلام غير مستقرة. وصل القائد الهولندي كورنيليس دي هوتمان إلى آتشيه في يونيو 1599. كانت العلاقات بين الهولنديين والبلاط ودية في البداية، لكن المؤامرات البرتغالية دفعت سكان آتشيه إلى مهاجمة السفن. فقُتل دي هوتمان وتم القبض على شقيقه فريدريك دي هوتمان. وفي نوفمبر 1600 وصل القائد فان كيردين بسفينتين واستقبله السلطان علاء الدين بشكل ودي. أُطلَق سراح بعض السجناء الهولنديين، بينما فر آخرون ووصلوا إلى سفن فان كيردين. ومع ذلك، اشتبه فان كيردين في أن سكان آتشيه خططوا لشيء ما، وصادروا كل الفلفل الموجود في الميناء. أطلق سكان آتشيه النار وغادر فان كيردين الميناء بعد أن أحرق سفينة برتغالية وبعض السفن الأخرى.
فترت صداقة السلطان مع البرتغاليين عندما طلبوا الإذن ببناء حصن عند مصب نهر آتشيه. لكن علاء الدين رفض هذا. في العام التالي 1601، نشأ نزاع حاد. وطاردت إحدى السفن البرتغالية مركبًا عربيًا، وبالتالي تعرضت للهجوم والاستيلاء على السفن الآتشيهية. قد تفسر هذه الحادثة الاستقبال الجيد الذي حظي به الأسطول الهولندي الجديد الذي وصل إلى آتشيه في أغسطس 1601، لكونهم أعداء للبرتغاليين. كما أعطى السلطان علاء الدين الإذن للغرباء بإنشاء مركز تجاري، فأرسل مبعوثين إلى هولندا. توفي أحدهما في ميديلبورخ لكن الآخر تفاوض مع الأمير موريس فان ناساو.

## نهاية الحكم
كان عهد السلطان علاء الدين بمثابة بداية عصر مركزية المملكة. حيث قمع السلطان النخبة التجارية، الذين اكتسبوا نفوذًا في شؤون الخلافة في الفترة من 1579 إلى 1589، مما أسفر عن مقتل العديد منهم ومنعهم من مراكز السلطة. وكان يحظى بدعم قوي من القاضي المحلي. ويظهر استخدامه لرموز القوة من قبعته التي تعود إلى عام 1601، والتي كُتب عليها: "السلطان علاء الدين بن فرمان شاه، من آمن بالله واصطفاه ليتولى الممالك ورضي عنه، وأعزَّه الله وأعان جميع شعبه". جاءت معارضته من داخل عائلة السلطان، وخُلع علاء الدين في أبريل 1604، بينما يقال أنه تنازل عن العرش بإرادته الحرة بسبب مرضه. وتوفي بعد عام. وخلفه ابنه الثاني سلطان مودا الملقب علي رعاية شاه الثالث. وله أربعة أبناء وبنتان: 
- مهراجا ديراجا.
- علي رعاية شاه الثالث
- السلطان حسين، حاكم بيدييه
- السلطان أبانجتا.
- راجا بوتيري (ابنة)
- بوتيري راجا إنديرابانغسا (ابنة)، متزوجة من منصور شاه، ووالدة إسكندر مودا.